# 晉朝宗正列表
《晉書·志第十四·職官》：「宗正，統皇族宗人圖諜，又統太醫令史，又有司牧掾員。及渡江，哀帝省並太常，太醫以給門下省。」今據《晉書》諸《帝紀》作此表，在位年數不足一年者，按一年計算。

## 宗正
《晉書·卷六·帝紀第六·中宗元帝 肅宗明帝》載：「（太寧二年七月壬申）前宗正虞潭起義師于會稽。」
| 序次                     | 爵位     | 姓名   | 在位年數 | 在位時間         | 皇帝          |
| 晉朝宗正（265年－420年） |          |        |          |                  |               |
| 1                        | 即丘貞子 | 王覽   | 不詳     | 275年後－？      | 晉武帝        |
| 2                        | 永平侯   | 賈混   | 不詳     | 太康年間         | 晉武帝        |
| 3                        | 無       | 嵇喜   | 不詳     | 西晉初年         |               |
| 4                        | 東瀛公   | 司馬騰 | 不詳     | 西晉初年         |               |
| 5                        | 高陽王   | 司馬睦 | 1年      | 291年            | 晉惠帝        |
| 6                        | 東安王   | 司馬繇 | 不詳     | 300年後－？      | 晉惠帝        |
| 7                        | 淮陵元王 | 司馬漼 | 不詳     | 301年後－？      | 晉惠帝        |
| 8                        | 無       | 賀循   | 不詳     | 愍帝年間         | 晉愍帝        |
| 9                        | 東鄉侯   | 虞潭   | 不詳     | 317年後－322年前 | 晉元帝        |
| 10                       | 無       | 曹統   | 不詳     | 元帝年間         | 晉元帝        |
| 11                       | 彭城王   | 司馬紘 | 不詳     | 元帝年間         | 晉元帝        |
| 12                       | 平山县侯 | 虞胤   | 不詳     | ？－327年前      | 晉明帝 晉成帝 |
| 13                       | 章武王   | 司馬珍 | 不詳     | 331年後－？      | 晉成帝        |
| 14                       | 無       | 綜     | 不詳     | ？－357年－？    | 晉穆帝        |
| 晉哀帝省宗正，併入太常。 |          |        |          |                  |               |